# 李起头
李起头（?—?），南北朝時期北魏官员，祖籍隴西，是唐朝開國皇帝李淵伯祖父，太祖李虎的大哥。
北魏幢主李天錫，字德真。生有三子：長子李起頭，次子李虎，三子李乞豆。李起頭被封为長安侯。生子李達摩，在北周担任羽林監、太子洗馬，封为長安縣伯，其後無聞。在唐朝没有建立宗室房。